# 유민 (십국)
한 세조 신무황제 유민(漢 世祖 神武皇帝 劉旻, 895년 ~ 955년 12월 17일(음력 11월 1일))은 오대 십국 시대 북한(北漢)의 초대 황제(재위 : 951년 ~ 954년)이다. 사타부 출신으로, 황제가 되기 전의 이름은 유숭(劉崇)이었다.

## 생애
후한의 고조 유지원(劉知遠)의 동생이다. 젊은 시절에 음주와 도박을 좋아하고, 얼굴에 문신을 하고 종군하였다고 사서에 기록되었다. 유지원이 후진(後晉)에 의해서 하동절도사(河東節度使)에 임명되었을 때, 도지휘사를 담당하였고, 유지원이 후한을 건국한 다음은 타이위안(太原)을 다스리고, 조카 유승우(劉承祐)가 황제로 즉위 하면서 동시에 하동절도사에 임명되었다.
후한의 건우 3년(950년), 추밀사 곽위(郭威)의 반란이 일어나고, 반란군이 후한의 수도인 대량(大梁, 현재의 하남성 카이펑 시)에 점령하여 은제 유승우는 도망갔고, 그러나 반란군에 잡혀 살해되었다. 곽위가 조정을 장악하게 되었다.유숭은 당초 반란군에 대항하여 남하하는 계획했지만, 곽위가 유숭의 아들인 무녕절도사 유윤(劉贇)을 황제에 옹립할 계획을 알고, 군대를 움직이지 않았다.
그러나 951년 곽위는 스스로가 황제로 즉위하여 후주를 건국하자, 유윤을 살해하였고, 유숭은 이에 분노하여 타이위안에서 스스로 황제로 즉위하여, 북한을 건국하여 이름을 유민으로 개명했다.
북한은 국토가 작아서 백성들의 경제력도 궁핍했지만, 후한의 부흥을 목표로 삼았고, 요나라에 지원을 요청하여, 요나라와 북한을 아버지와 아들 관계의 외교를 하여 요나라 황제를 삼촌 황제, 스스로를 조카 황제로 하여 굴욕적인 외교를 시행하였고, 요나라는 유숭을 대한 황제(大漢皇帝)로 책봉 하였다. 요나라의 지원을 받은 북한은, 후주에 대한 군사 행동을 많이 일으켰다. 특히 건우 7년(954년), 곽위의 사망을 이용하여 후주를 공격했을 때에는, 후주 세종인 시영의 군대에 대패하여, 유숭은 농민으로 위장하여 도망갔다.
이 전투에 의해서 북한은 심각한 타격을 받아 후주를 공격할 여력이 없었다. 국력이 쇄락해져가는 중에 유숭이 병사하였고, 묘호를 세조로 하였고, 그의 아들인 유균이 제위를 계승하였다.
| 전 임 (후한 은제 유승우) | 제1대 북한의 황제 951년 ~ 954년 | 후 임 유균 |